# 쉴레이만 2세

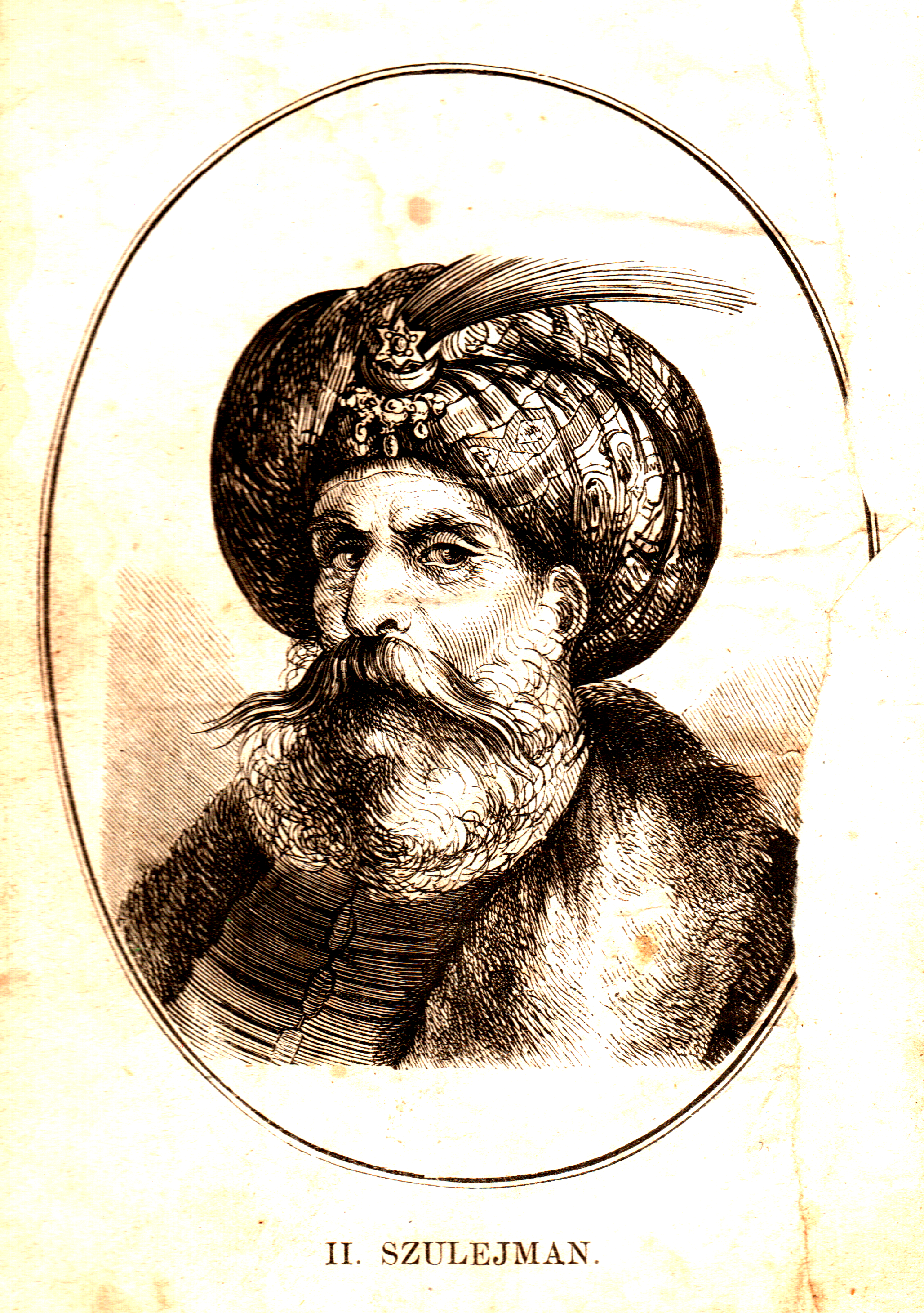
슐레이만 2세.

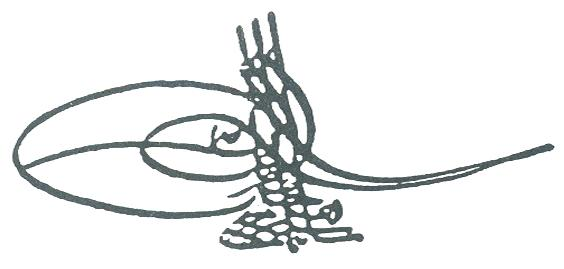
투그라.

쉴레이만 2세(오스만 튀르크어: سليمان ثانى, Süleymān-i sānī, 튀르키예어: Suleiman II, 1642년 4월 15일 ~ 1691년 6월 22/23일)는 1687년부터 1691년까지 다스린 오스만 제국의 술탄이다. 1691년 동생 아흐메트 2세에 승계하였다.

## 생애
메흐메트 4세(1648~1687년)의 남동생 쉴레이만 2세는 콘스탄티노폴리스의 톱카프 궁전에서 태어났다. 그의 생애 중 46년을 카페스에서 보냈다. 어머니는 세르비아인이고 이름은 Saliha Dilaşub Sultan이며, 본명은 카타리나이다.
유폐 기간 중 1687년 형 마흐메트 4세가 대튀르크 전쟁의 열세에 대한 책임을 지고 물러났고, 이로써 쉴레이만 2세가 즉위하였다.
재위 중 후반 2년 동안 병상에 있었고 1691년 49세의 나이로 에디르네 궁전에서 사망하였다.

## 같이 보기
- 아우랑제브